# Tétras des armoises
Centrocercus urophasianus
Espèce
Synonymes
- Centrocercus urophasianus subsp. phaios Aldrich, 1946
- Centrocercus urophasianus subsp. urophasianus
- Tetrao urophasianus Bonaparte, 1827

Statut de conservation UICN

 NT  : Quasi menacé

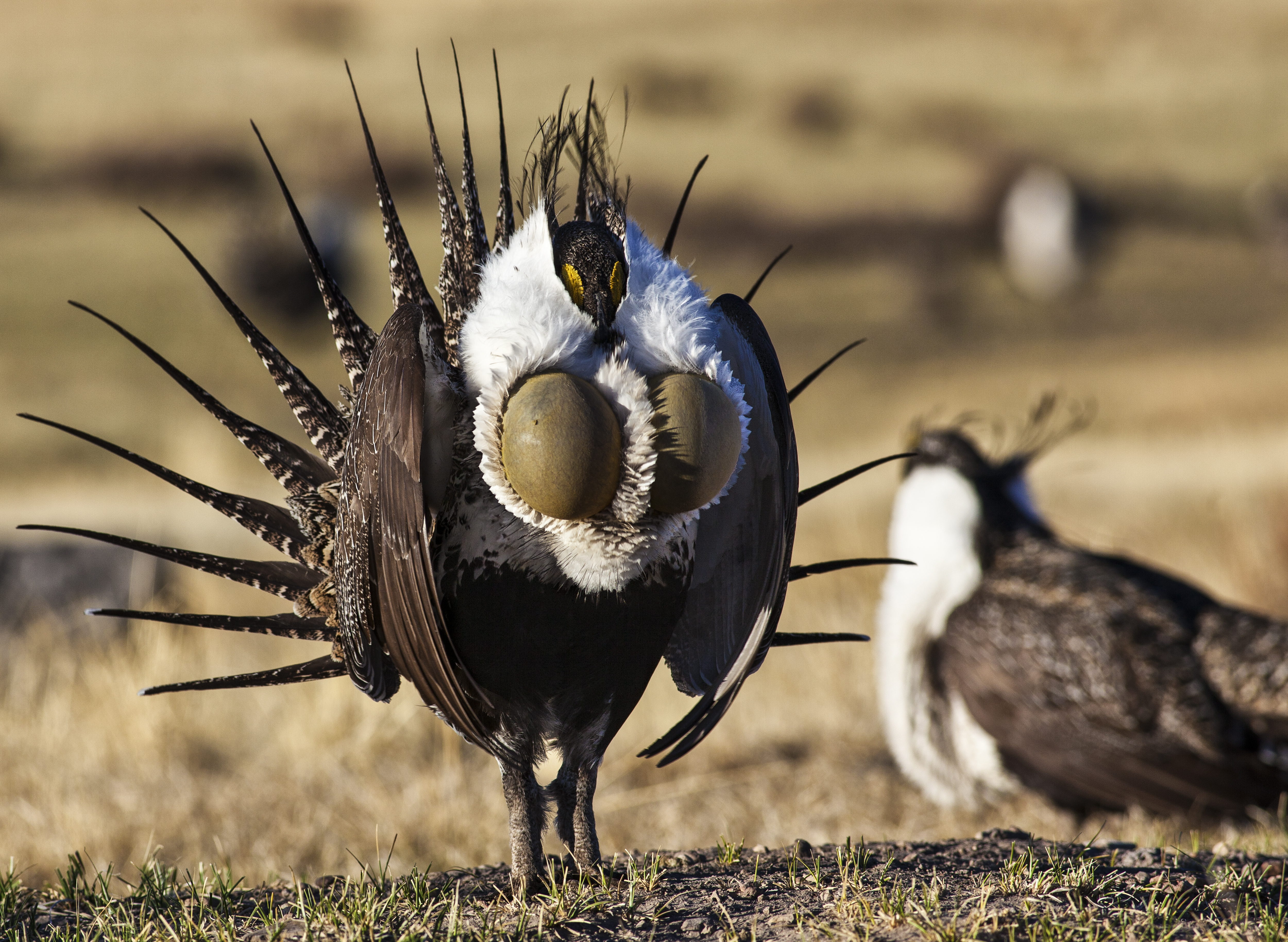
Un tétras des armoises avec ses sacs gulaires.

Le Tétras des armoises (Centrocercus urophasianus) est une espèce d'oiseaux de la famille des Phasianidae. C'est l'une des deux seules espèces du genre Centrocercus. Cet oiseau est le plus grand tétras d'Amérique du Nord.

## Description
Il s'agit d'un tétras de grande taille, dont les adultes ont une queue longue et munie de pointes, et des plumes aux pattes. Ne possédant pas de gésier de broyage, le tétras des armoises ne se nourrit pas de graines et de pousses trop dures, qu'il ne pourrait pas digérer. À la place, il consomme différentes armoises, au milieu desquelles il s'abrite. Il lui arrive aussi de manger des insectes. Son poids varie entre 1,5 et 3 kg.

## Reproduction
Les mâles se réunissent dans une arène commune appelée lek où ils procèdent à une parade nuptiale sous le regard des femelles. Ils se mettent à gonfler et dégonfler leur sac vocal pour produire des bruits forts et résonnants, tels que des glougloutements ou des caquetages. Ils dressent aussi leur queue en éventail. Seuls quelques-uns, parmi les plus forts, auront la chance de s'accoupler avec les femelles, qui se disputent les meilleurs éléments : un observateur en 2014 a ainsi dénombré 137 accouplements pour un mâle, dont 23 se sont produits en 23 minutes. Une fois l'accouplement terminé, mâles et femelles s'en retournent de leu côté et la gestation se fait en solitaire. Les femelles pondent entre six et huit œufs. Au maximum huit semaines plus tard, les petits sont aptes à migrer vers des latitudes plus basses, afin de trouver à manger durant l'hiver.

## Répartition
Cet oiseau réside dans les prairies et steppes à armoise de l'ouest du continent nord-américain.

## Systématique
Le nom valide complet (avec auteur) de ce taxon est Centrocercus urophasianus (Bonaparte, 1827). L'espèce a été initialement classée dans le genre Tetrao sous le protonyme Tetrao urophasianus Bonaparte, 1827.

### Sous-espèces
D'après la classification de référence (version 5.2, 2015) du Congrès ornithologique international, cette espèce est monotypique (non divisée en sous-espèces).
Le Comité sur la situation des espèces en péril au Canada (COSEPAC) considère la sous-espèce Centrocercus urophasianus phaios comme valide (elle n'est reconnue par aucune autorité taxinomique en 2015), et affirme que cette population n'a pas été observée depuis le début du XXe siècle dans son ancienne aire de répartition, dans la vallée de l’Okanagan, en Colombie-Britannique.